# Sem (bibelsk person)
Sem (arabisk: سام Sām; hebraisk: שֵׁם Sjem eller Shem; græsk: Σημ, Sēm; betydning: «navn», eller «ry, velstand» ) er i Det gamle testamente i Bibelen, tilsvarende også i islamisk litteratur, navnet på en af Noas sønner, i henhold til traditionen den ældste, selvom andre henviser til ham som den næstældste. Han var oldefar til Eber